# Piet Klaarhamer

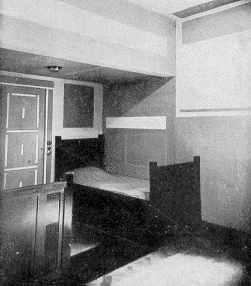
Piet Klaarhamer en Vilmos Huszár. Jongensslaapkamer, Landhuis Arendshoeve, Oosteinde 34, Voorburg. 1919.

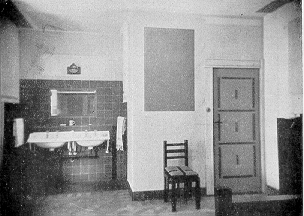
Piet Klaarhamer en Vilmos Huszár. Jongensslaapkamer, Landhuis Arendshoeve, Oosteinde 34, Voorburg. 1919.

Pieter Jan Christoffel (Piet) Klaarhamer (Zwiep, 27 december 1874 - Ede, 1 januari 1954) was een Nederlandse architect en meubelontwerper. Hij wist zijn vernieuwende ideeën over heldere constructies en zuivere vormentaal over te dragen op zijn leerlingen Piet Elling en Gerrit Rietveld.

## Leven en werk
Klaarhamer was de tweede zoon van de gereformeerde predikant Pieter Johannes Willem Klaarhamer en Johanna Maria Amons. Het gezin verhuisde in 1875 naar Utrecht en omstreeks 1885 naar Middelburg, waar Klaarhamer van 1886 tot 1891 een opleiding volgde aan de Ambachtsschool. Van 1893 tot 1898 volgde hij kunstindustrieel onderwijs, verzorgd door het Utrechtsch Museum van Kunstnijverheid. Van 1900 tot 1901 was hij onderdirecteur van de Ambachtsschool Utrecht, van 1901 tot 1903 docent materialenkennis en vormtekenen, eveneens aan de Ambachtsschool Utrecht. Klaarhamer heeft tevens invloed gehad op Bart van der Leck, met wie hij omstreeks 1905 een atelier deelde. Met Van der Leck verzorgde hij in 1905 de gelithografeerde art-nouveau-uitgave Het Hooglied van Salomo. Klaarhamer kalligrafeerde de tekst direct op steen en Van der Leck ontwierp de illustraties. Klaarhamer had contacten met architecten als Pierre Cuypers, H.P. Berlage, J.J.P. Oud, Robert van 't Hoff en met de oprichters van het blad De Stijl Theo van Doesburg en Vilmos Huszár. Hij was een onafhankelijke ontwerper die vernieuwing en zuiverheid nastreefde. Zijn meubelontwerpen tonen heldere constructies, eerlijk gebruik van eenvoudige houtsoorten zonder toepassing van opgelegde decoraties. 
In 1919 ontwierp hij in samenwerking met Bart van der Leck de tentoonstellingsruimte van de firma Bruynzeel voor de Nederlandsche Jaarbeurs in Utrecht. In dezelfde periode realiseerde Klaarhamer voor landhuis De Arendshoeve in Voorburg van de directeur van deze firma, Cornelis Bruynzeel sr., een 'jongensslaapkamer' voor diens twee zonen, Cees en Wim. Klaarhamer ontwierp hiervoor de meubels, terwijl de schilder Vilmos Huszár de kleuroplossing van zowel de muren als de meubels realiseerde. Een reconstructie van deze slaapkamer bevindt zich in de vaste opstelling van het Gemeentemuseum Den Haag.
De keramische firma Mobach in Utrecht schakelde rond 1898 over op hoge, gedraaide vazen en kannen. Deze sloten aan bij de 'Nieuwe Kunst', een kunstbeweging in Utrechtse gereformeerde kring, waarbinnen architect Piet Klaarhamer een prominente rol speelde. Klaarhamer maakte verschillende ontwerpen voor Mobach, evenals (later) zijn beroemde leerling Gerrit Rietveld.
Eind 2014 verscheen een gedetailleerde monografie over Piet Klaarhamer, geschreven door de kunsthistorici Marijke Kuper en Monique Teunissen, en werd tevens in het Centraal Museum te Utrecht een tentoonstelling gepresenteerd, getiteld Klaarhamer volgens Rietveld. Vakman, voorganger en vernieuwer.

## Betrokken bij bouw in Utrecht
Klaarhamer was betrokken bij de opzet van de wijk Oog in Al in Utrecht. In 1920 begon men met de bouw van een aantal ruime middenstandswoningen aan de rand van het park Oog in Al. De plannen werden echter in 1924 afgekeurd door de gemeente, hoewel een viertal straten wel volgens het oorspronkelijke plan werd uitgevoerd. Deze straten zijn Mozartlaan (1-36, beide), J.S. Bachstraat (1-75, oneven), Robert Schumannstraat (2-24, even) en Richard Wagnerlaan (1-15, beide). De huizen aan de Mozartlaan lijken sterk op die van de andere genoemde straten, ze zijn echter een slag groter. Alle huizen van dit type liggen een halve meter boven straatniveau doordat ze geheel onderkelderd zijn. Andere karakteristieke elementen zijn de bakstenen schoorstenen en het gebruik van stalen kozijnen met veel glas.
Alle huizen van dit type zijn gemeentelijk monument en tot beschermd stadsgezicht verklaard.